# Monasterio de Fahr
El monasterio de Fahr, (en alemán: Kloster Fahr) es un monasterio benedictino situado en el municipio suizo de Würenlos, en el cantón de Argovia. A pesar de estar situados en diferentes cantones, la abadía de Einsiedeln y el monasterio de Fahr constituyen un monasterio dúplice, supervisado por el abad de Einsiedeln, siendo la priora de Fahr elegida por este último. Fahr y Einsiedeln son en la actualidad el único monasterio dúplice del mundo.

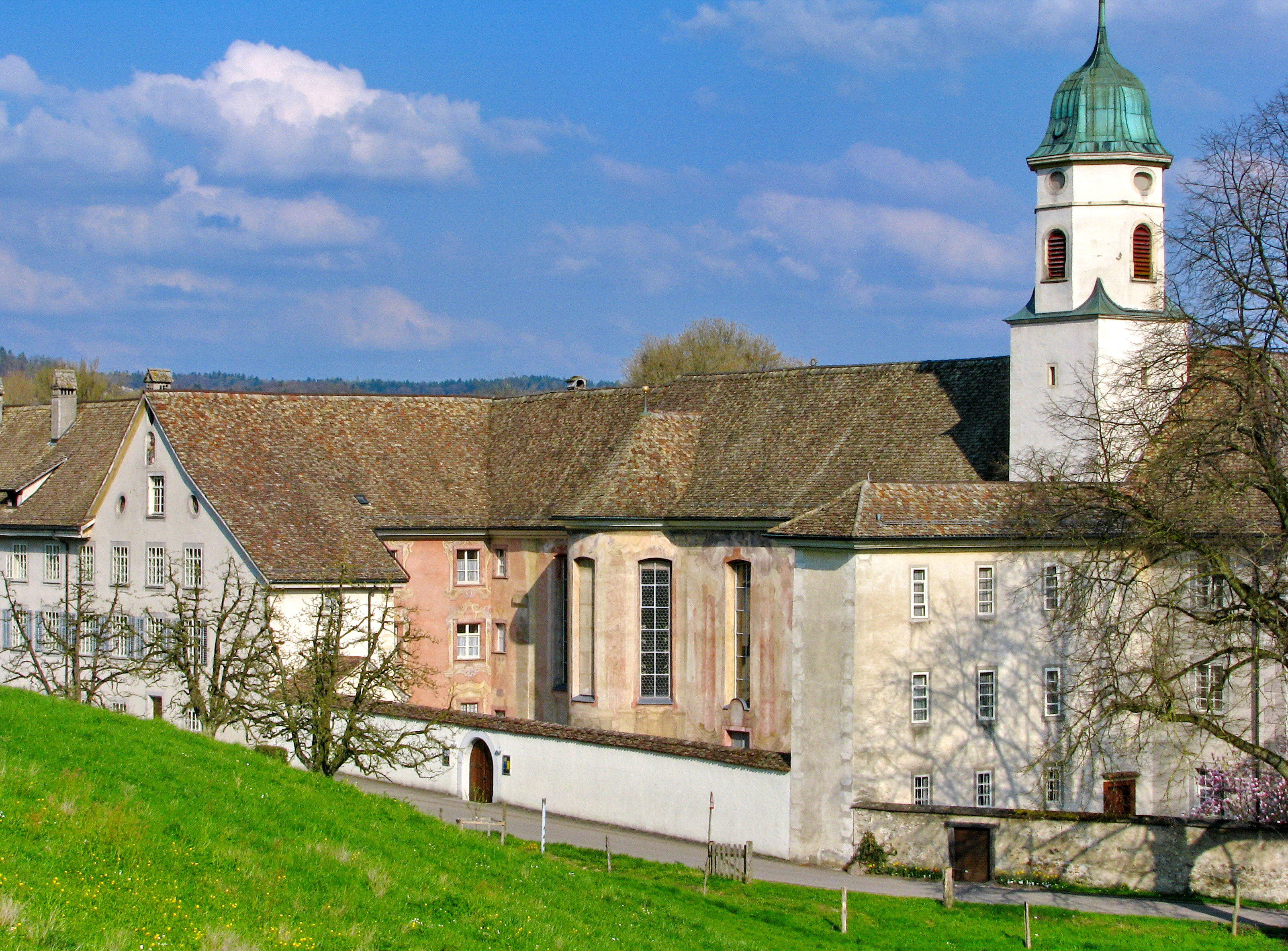
Frescos en el exterior de la iglesia del monasterio

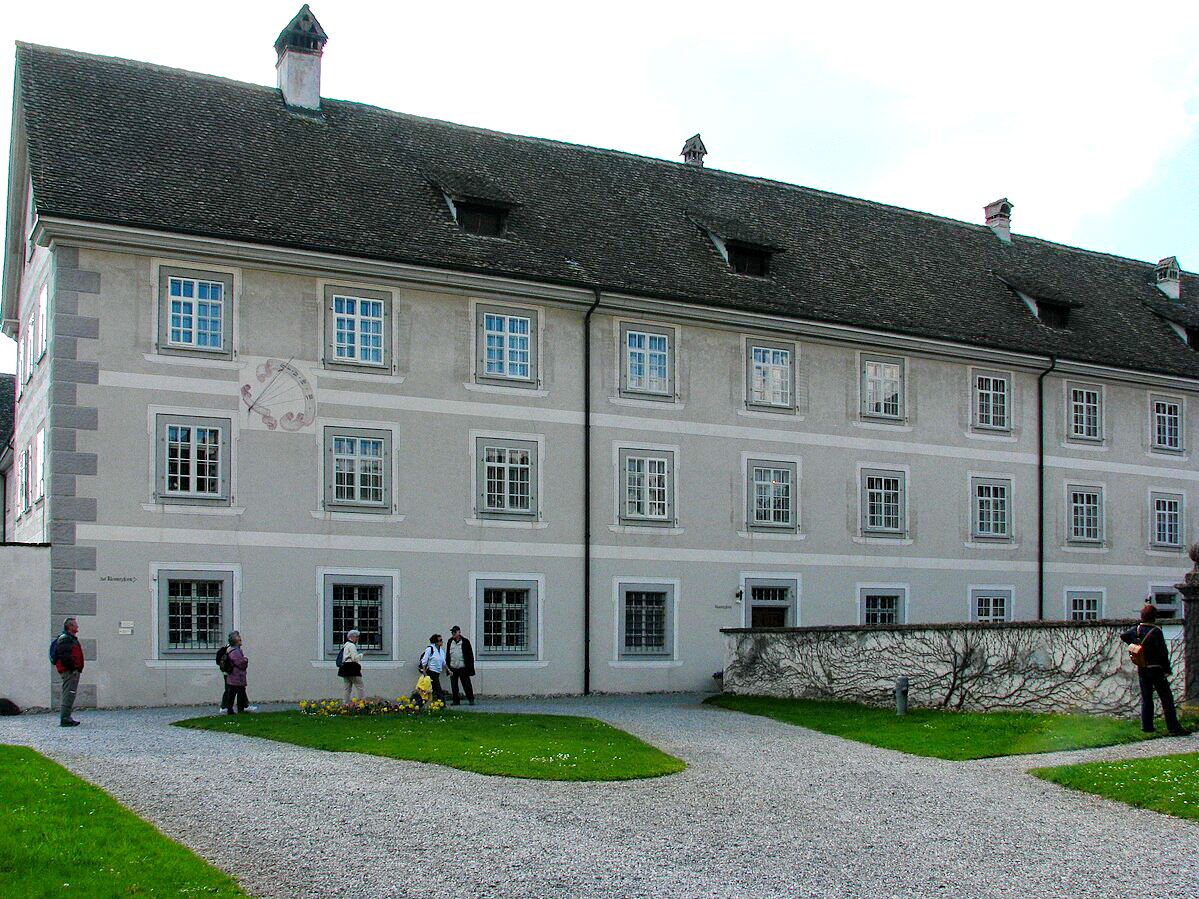
Refectorio

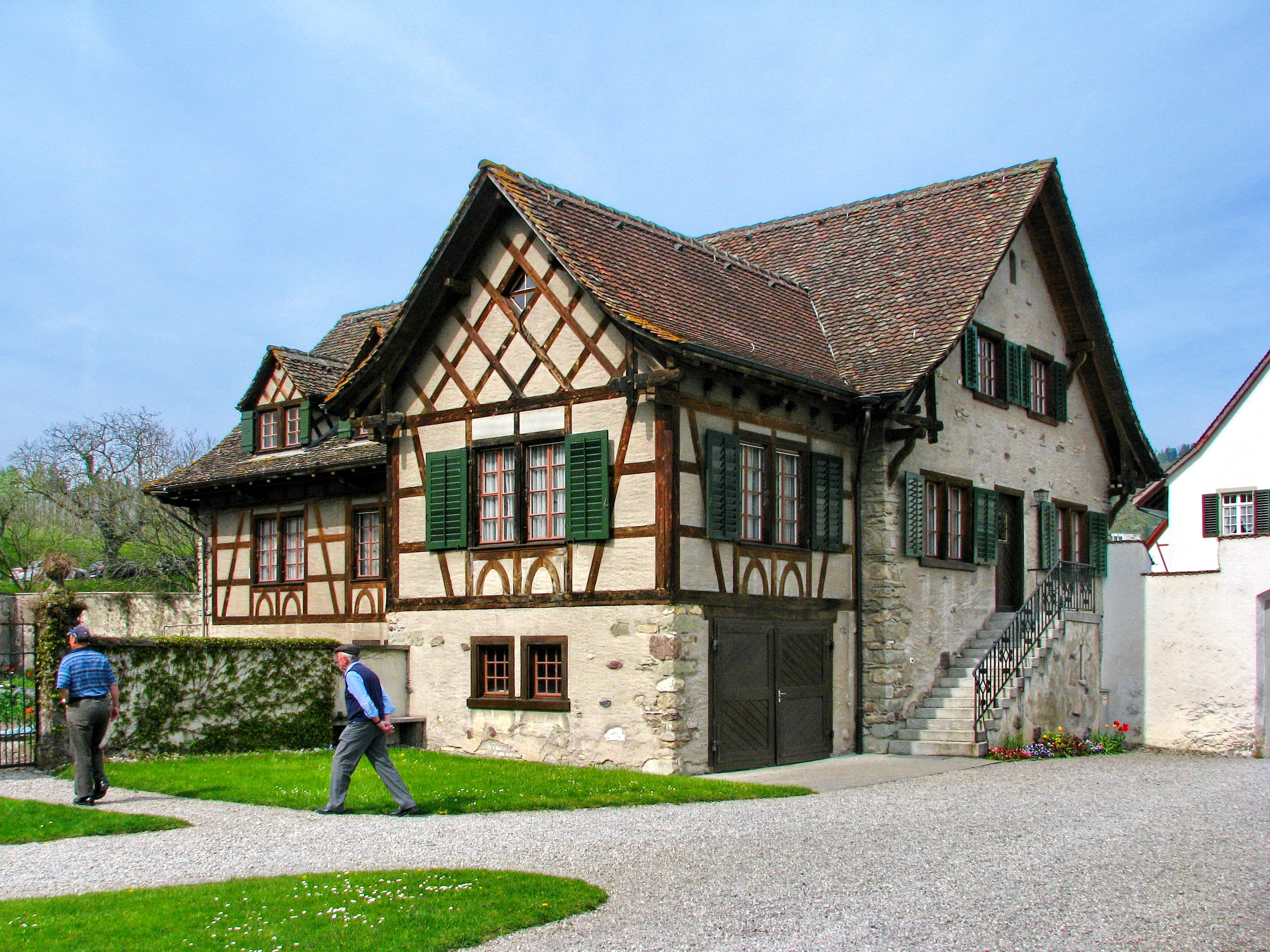
Antigua casa del capellán, construida en 1703

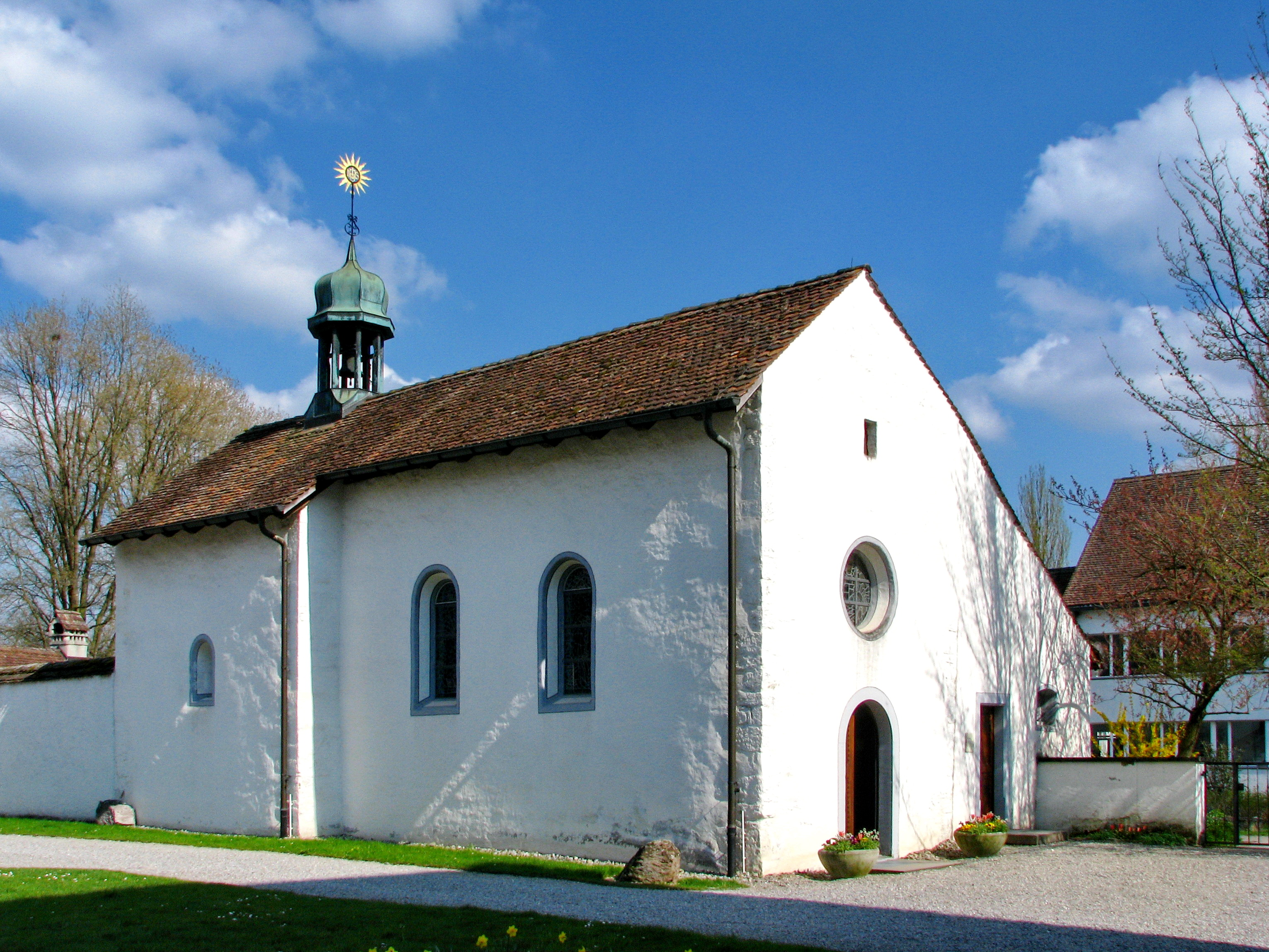
Capilla de santa Ana

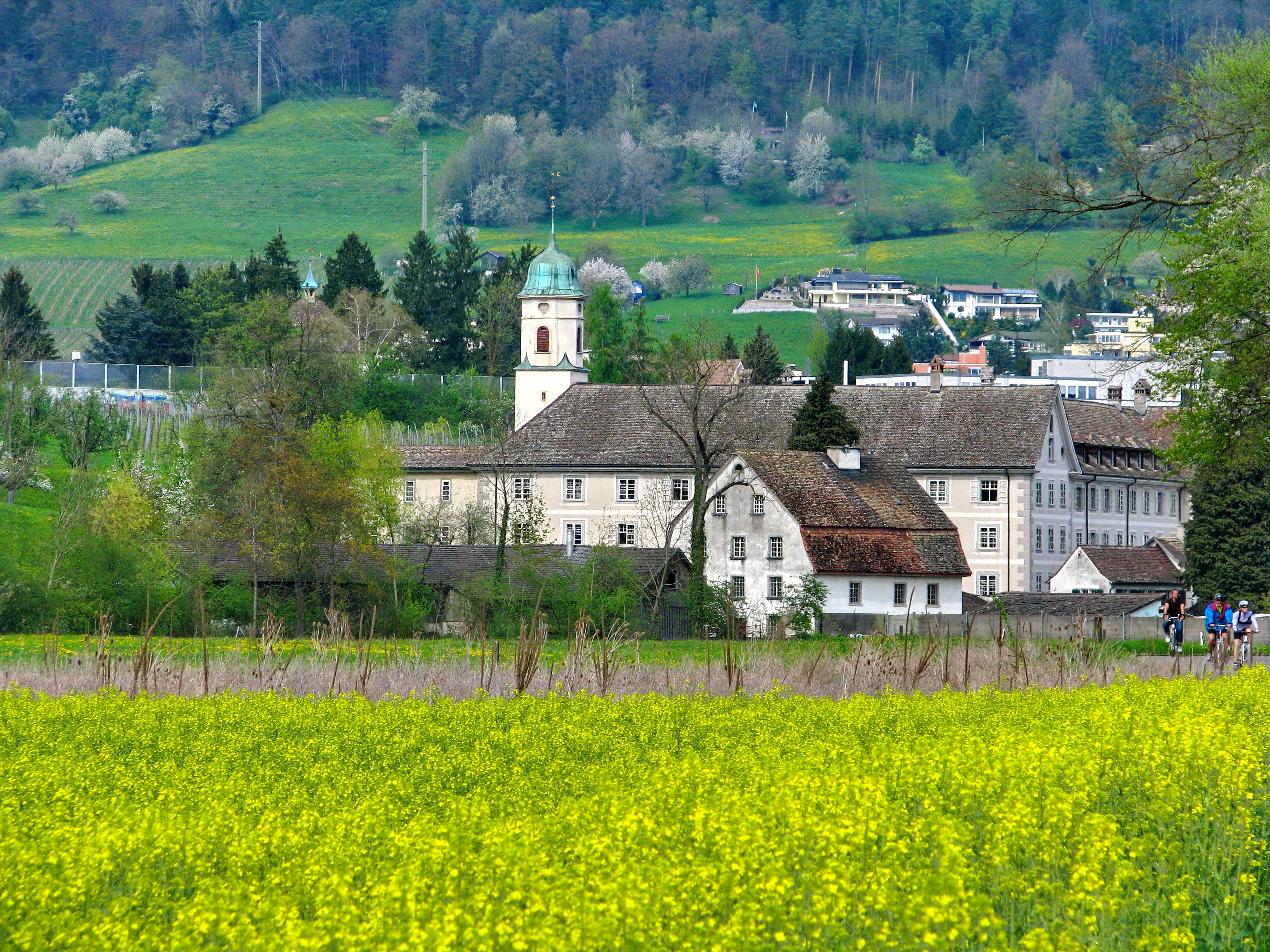
Vista del monasterio desde el río Limago

## Situación geográfica y administrativa
El monasterio se encuentra localizado en un exclave del cantón de Argovia dentro del cantón de Zúrich, en el valle del río Limago. El monasterio no ha sido parte de ningún municipio durante la mayor parte de su historia, aunque los trámites administrativos han sido llevados a cabo por las autoridades de Würenlos desde finales del siglo XIX, además de que las monjas han ejercido su derecho a voto en dicha comuna. Desde el 1 de enero de 2008, el monasterio de Fahr ha pasado oficialmente a ser parte de Würenlos.

## Historia
Los terrenos sobre los que se asienta el monasterio de Fahr fueron cedidos en el año 1130 por Lütold II y su mujer Judenta a la abadía de Einsiedeln con el fin de fundar un monasterio benedictino a orillas del río Limago, junto a Weiningen y Unterengstringen-Oberengstringen, y que fue dedicado a Nuestra Señora. 
El monasterio se clausuró en 1530 a raíz de la reforma de Zúrich, reabriendo en 1576. La prosperidad vivida en los siglos XVII y XVIII dio lugar a diversos cambios, incluyendo la apertura de la taberna Zu den zwei Raben en el interior del monasterio en 1678, la renovación del claustro y la torre de la iglesia entre 1685 y 1696, el diseño de un nuevo refectorio en 1703 y la construcción de una nueva casa para el capellán entre 1730 y 1734. En el transcurso desde 1743 hasta 1746, la iglesia del monasterio fue decorada con frescos de los hermanos Torricelli.
Tras la disolución del antiguo condado (Grafschaft) de Baden en 1803, se acordó la formación de un exclave del cantón de Argovia dentro del cantón de Zúrich que acogiera las tierras sobre las que se asienta el monasterio. Aunque inicialmente formaba parte del principado episcopal de Constanza, el monasterio pertenece a la diócesis de Basilea desde 1828. 
El 1 de enero de 2008, el monasterio se incorporó al municipio de Würenlos, más de un siglo después de los primeros intentos por parte de las autoridades municipales de anexionar los terrenos del monasterio. Una importante renovación tuvo lugar en 2016 con el fin de adaptar las instalaciones a las medidas de seguridad modernas.

## Actividades en el monasterio
La viticultura ha sido una de las actividades de mayor relevancia en la vida diaria del monasterio. Este hecho ha sido así desde sus inicios, pues un viñedo forma parte de las escrituras de la donación que tuvo lugar en 1130, además de que el cultivo de la uva y el comercio de vino fue documentado en numerosas ocasiones durante la Edad Media. La producción de vino está controlada por las propias monjas y alrededor de 30 trabajadores externos. Además, otros productos agrícolas son elaborados en el monasterio, incluyendo licores y miel.

## Patrimonio cultural
El monasterio de Fahr pertenece al inventario suizo de bienes culturales de interés nacional y regional, estando recogido como un elemento de significado nacional (clase A).

## Galería

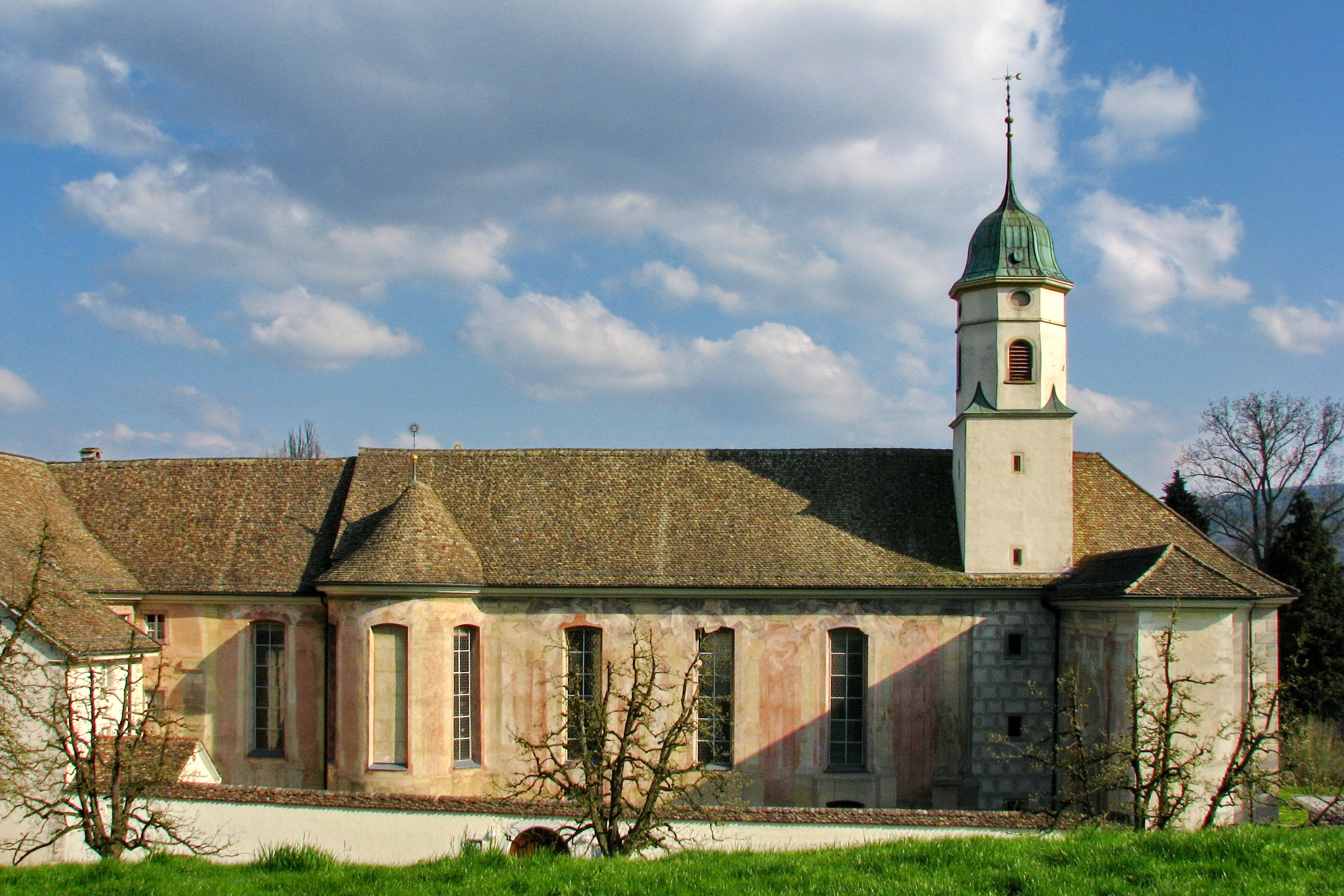
Iglesia
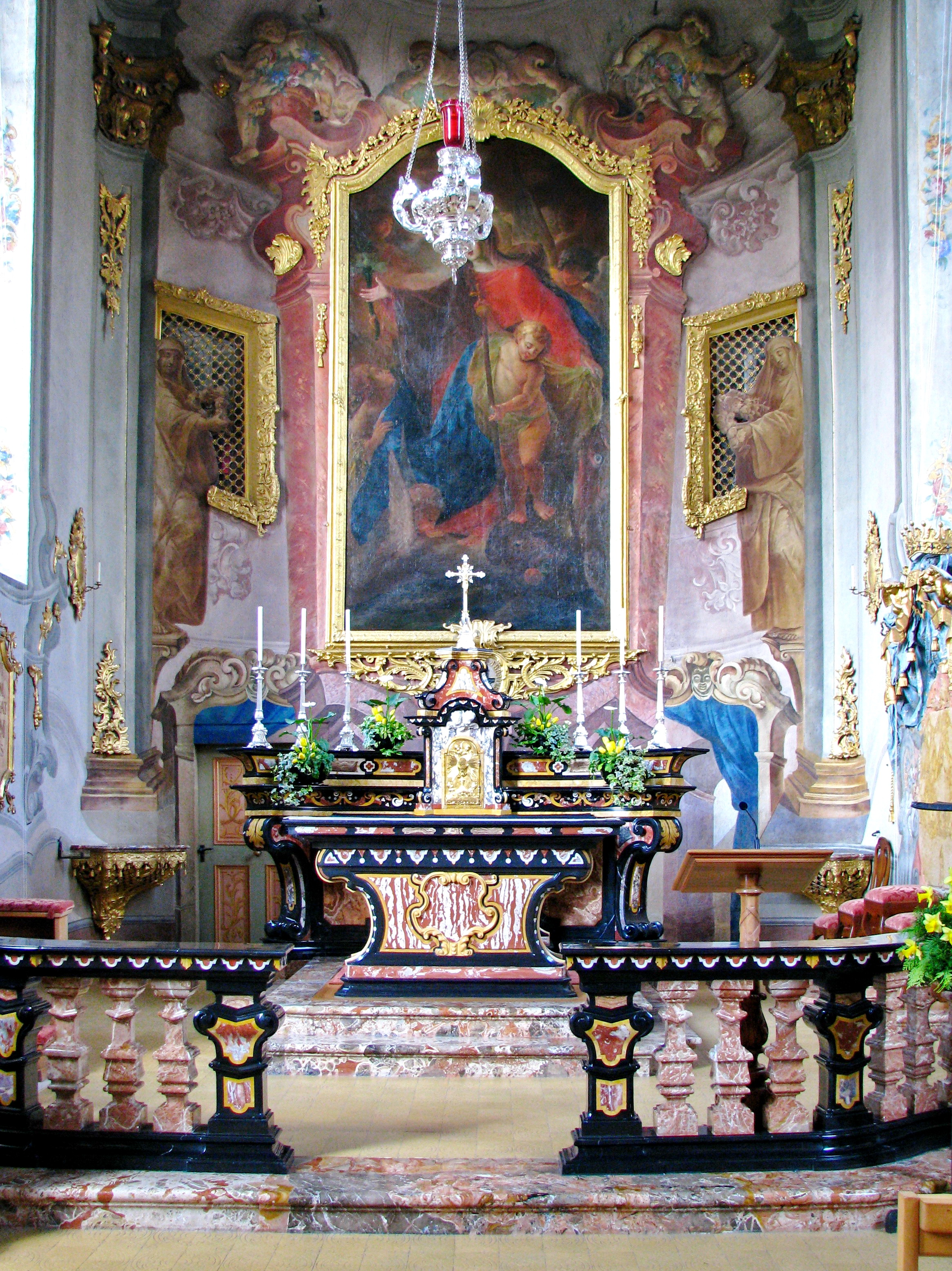
Altar principal
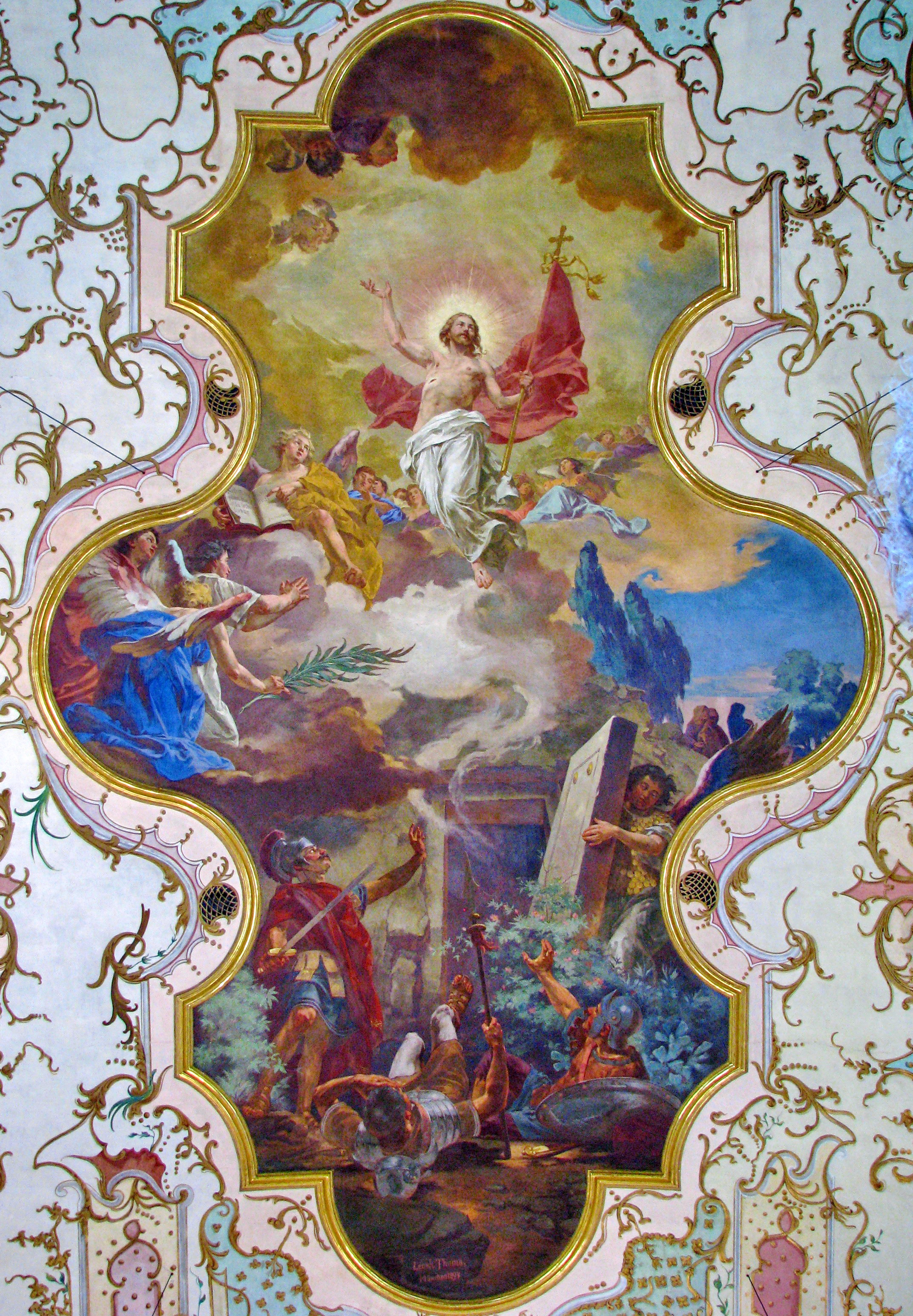
Fresco en el techo de la iglesia
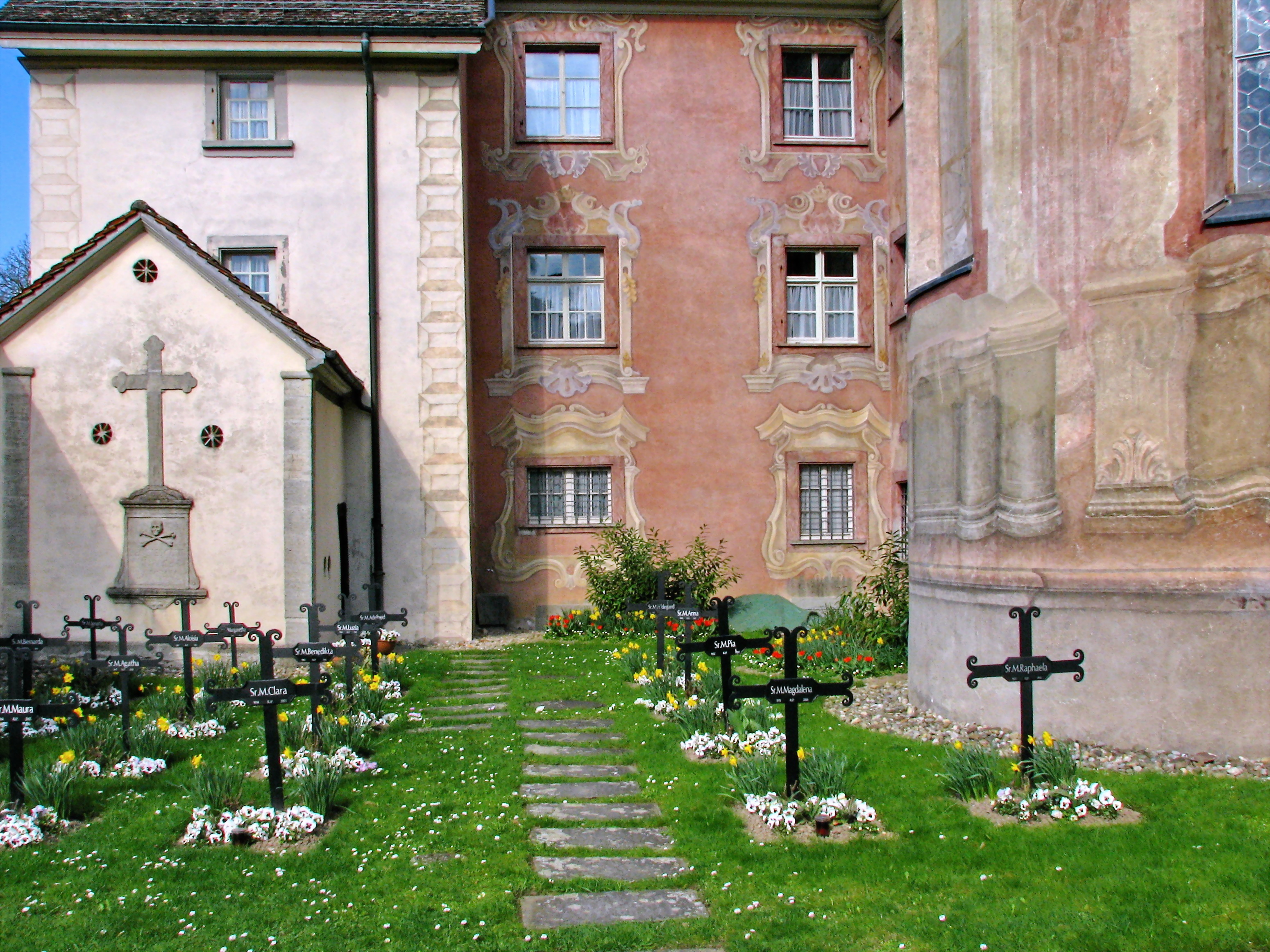
Cementerio y capilla
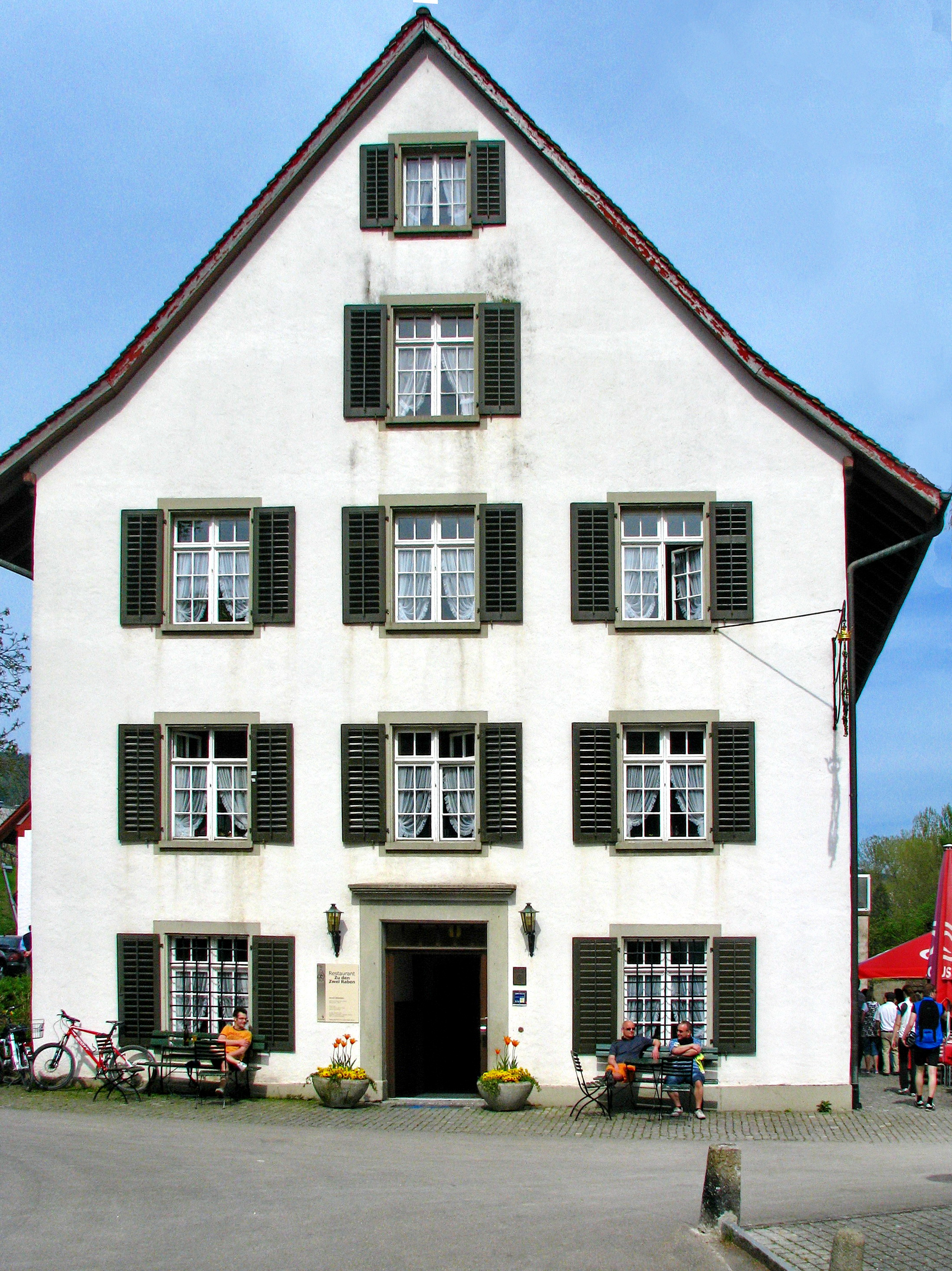
Taberna zu den zwei Raben
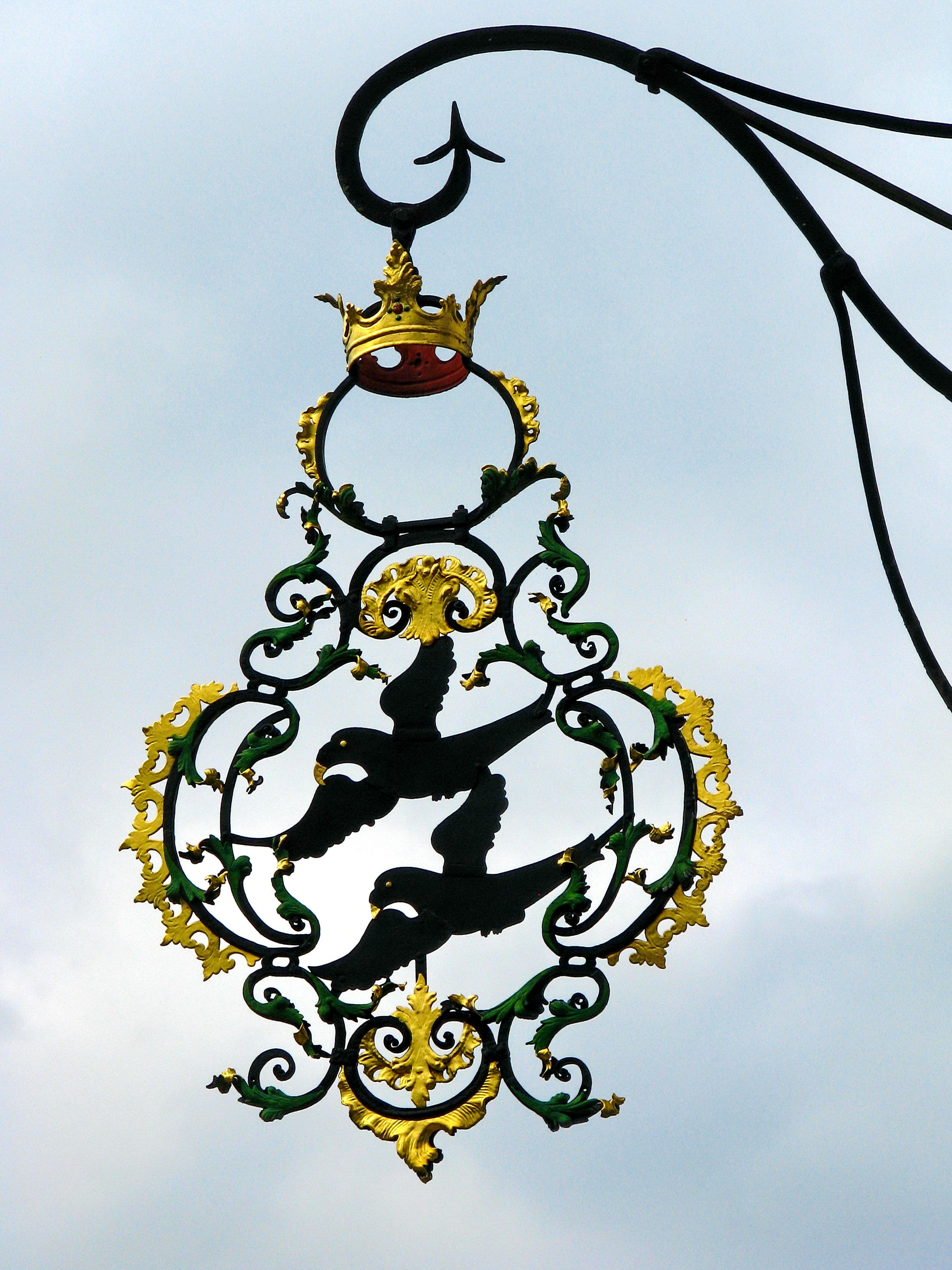
Cartel de la taberna mostrando dos cuervos, símbolo de la abadía de Einsiedeln
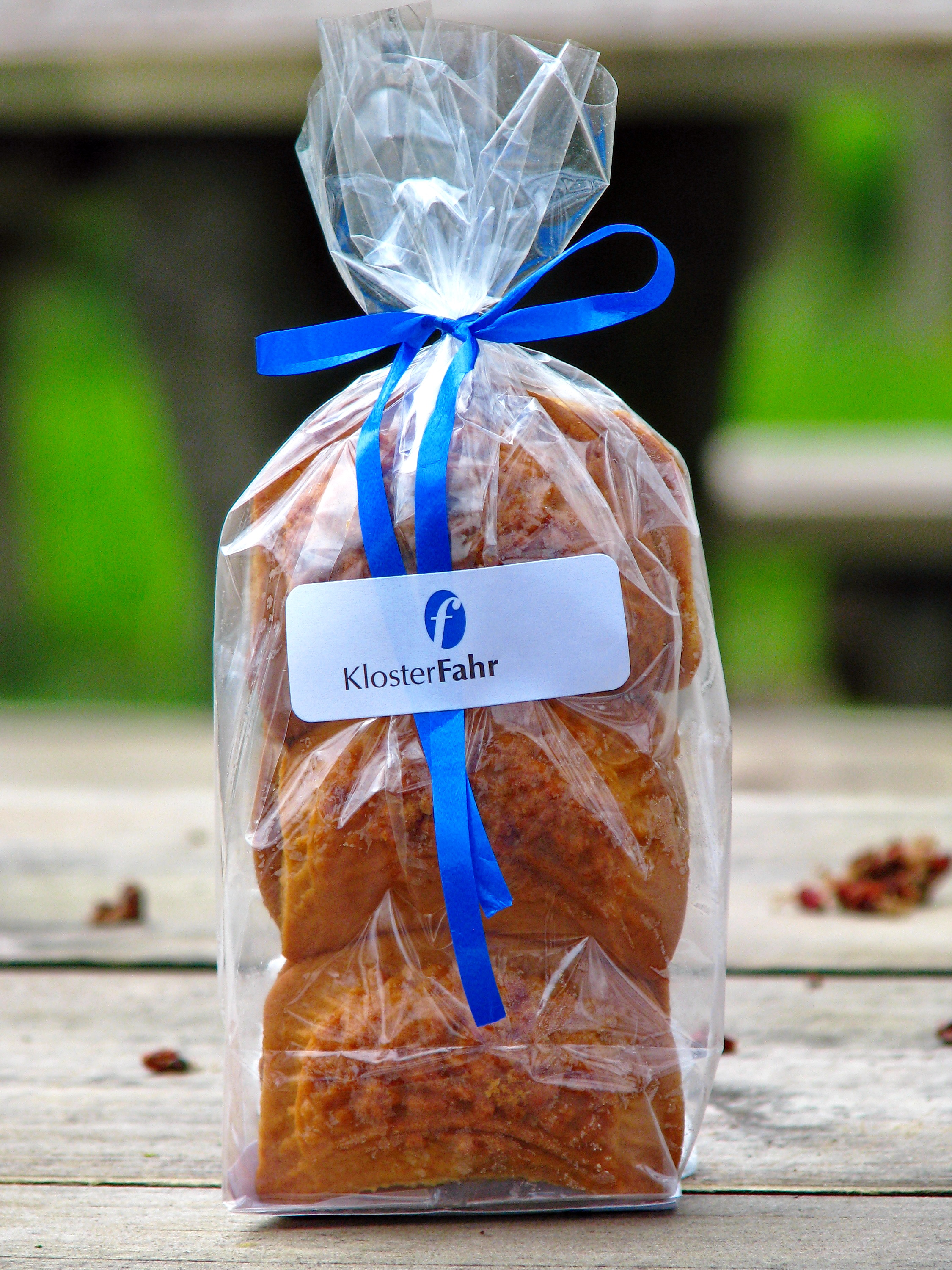
Dulces fabricados en el monasterio
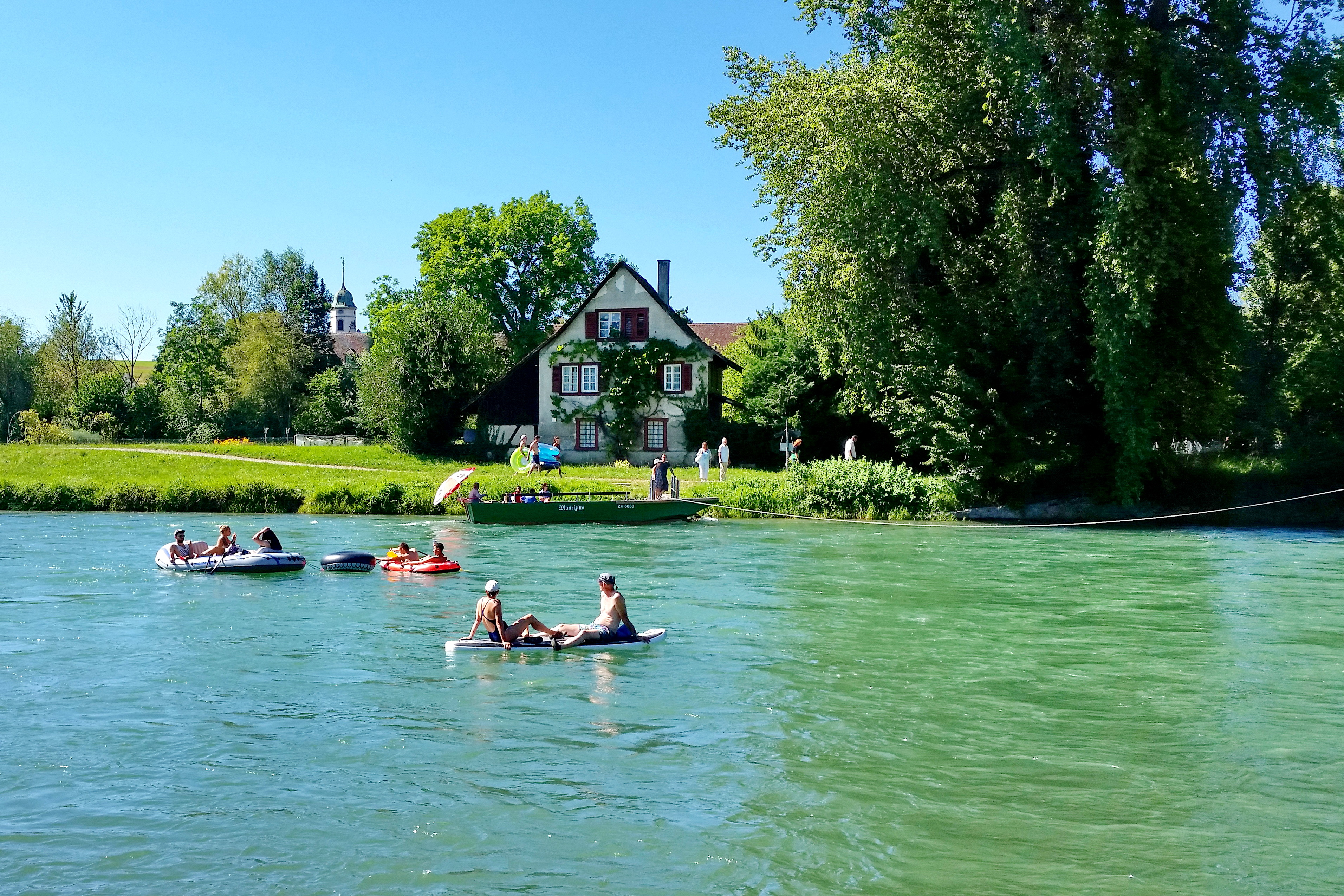
Ruta en ferry hasta el monasterio
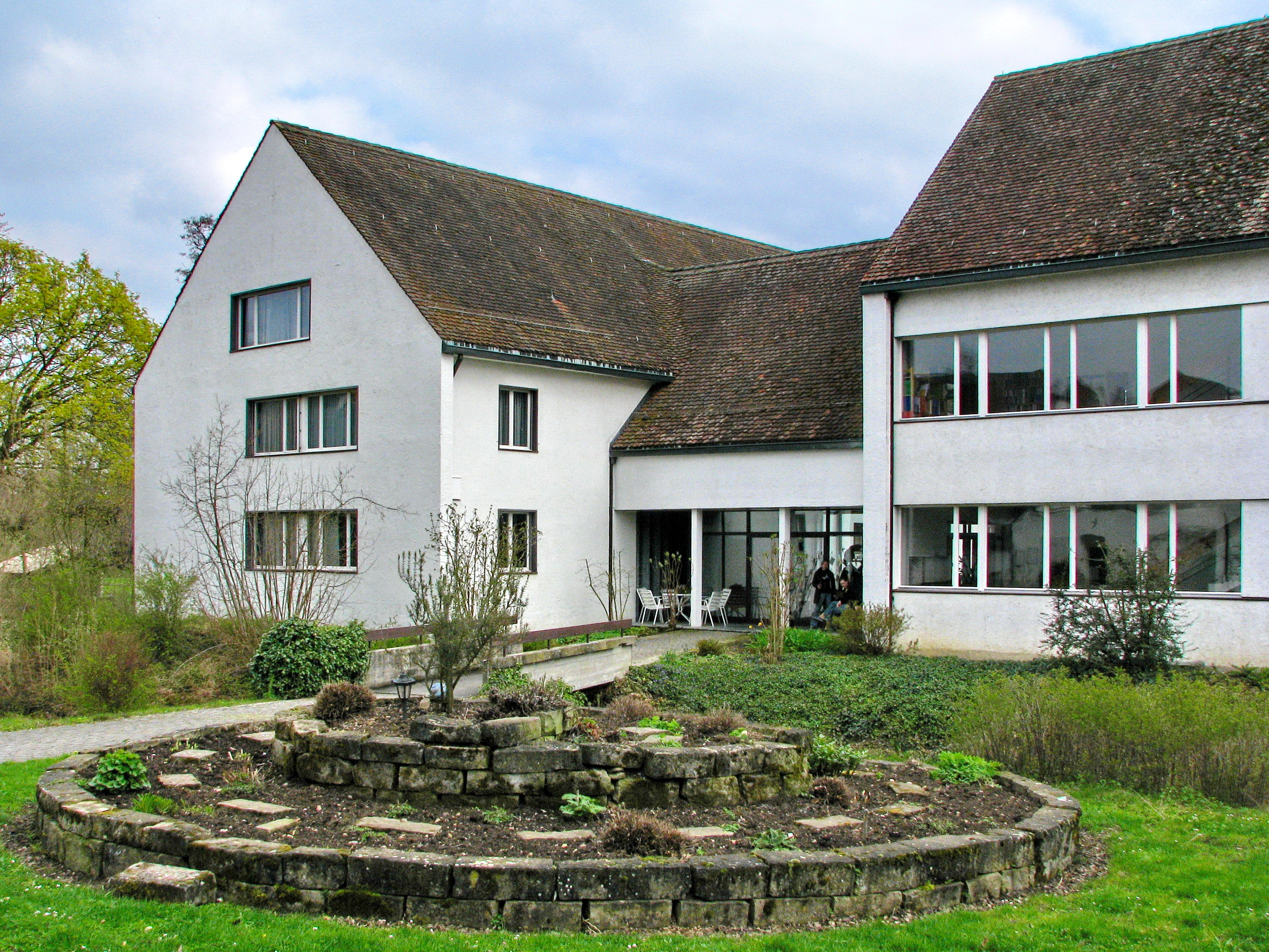
Antigua escuela agrícola del monasterio